# Associazione Calcio Perugia 1973-1974
Questa voce raccoglie le informazioni riguardanti l'Associazione Calcio Perugia nelle competizioni ufficiali della stagione 1973-1974.

## Stagione

Il nuovo acquisto Giuseppe Picella

I biancorossi disputarono una stagione al di sotto delle aspettative. Eliminati già in estate dalla prima fase della Coppa Italia, chiudendo peraltro all'ultimo posto il loro girone di qualificazione, in Serie B peggiorarono se possibile le scialbe prestazioni della precedente annata rimanendo impantanati fin dalle prime giornate nella lotta per non retrocedere.
Nella sua «disastrosa parentesi» a Perugia, il nuovo allenatore Costanzo Balleri non riuscì mai a invertire la rotta, venendo sostituito nel gennaio 1974 da Leandro Remondini il quale traghettò i grifoni a una salvezza che pareva problematica dopo l'inaspettata sconfitta del penultimo turno al Santa Giuliana contro la Reggina, diretta rivale alla salvezza (0-1); ciò acuì ancor più le proteste della piazza perugina verso la squadra e soprattutto il presidente Dino Fanini, accusato di una «gestione centralista e accentratrice» della società.
Nonostante la difficile situazione ambientale, i grifoni riuscirono a mantenere la categoria all'ultima giornata, con la vittoria del 16 giugno 1974 sul campo del Parma (0-2), grazie alla doppietta di uno dei neoacquisti della stagione, l'ala Mario Scarpa, che li salvò dalla Serie C (proprio ai danni dei succitati calabresi) per via della migliore differenza reti.

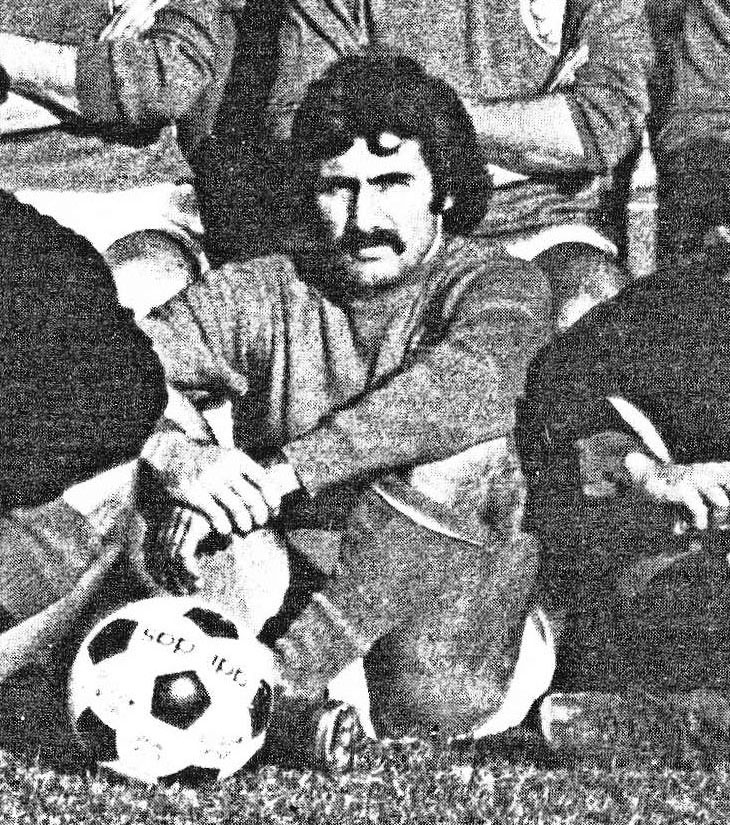
L'altro neoacquisto Mario Scarpa, decisivo nella rincorsa alla salvezza.

Pur a fronte dell'esito del campo, la salvezza rimase sub iudice poiché la giustizia sportiva mise sotto indagine la sfida tra crociati e biancorossi, per un sospetto di combine da cui il Perugia venne poi completamente scagionato anche grazie alla testimonianza del numero uno dell'Arezzo, Montaini: per vie traverse, tale azione si ripercuoterà negativamente sul cammino aretino nel successivo campionato, dando inizio all'accesa rivalità tra biancorossi e amaranto che perdura ancora oggi.
A seguire la squadra al Tardini in quella decisiva partita non c'era il contestato Fanini, ulteriore prova delle manovre societarie che stavano avvenendo in quelle settimane e che di lì a poco avrebbero portato alla testa del club la cordata D'Attoma-Ghini, aprendo uno dei periodi più floridi nella storia dei grifoni.

## Rosa
| N. |                   | Ruolo | Calciatore                    |
| -- | ----------------- | ----- | ----------------------------- |
|    | Italia (bandiera) | D     | Bruno Baiardo                 |
|    | Italia (bandiera) | D     | Alberto Benini                |
|    | Italia (bandiera) | P     | Alberto Corti                 |
|    | Italia (bandiera) | P     | Leonardo Grosso               |
|    | Italia (bandiera) | A     | Riccardo Innocenti (capitano) |
|    | Italia (bandiera) | C     | Adriano Lombardi              |
|    | Italia (bandiera) | A     | Massimo Lupini                |
|    | Italia (bandiera) | D     | Lionello Maianti              |
|    | Italia (bandiera) | P     | Massimo Mattolini             |
|    | Italia (bandiera) | C     | Domenico Parola               |

| N. |                   | Ruolo | Calciatore         |
| -- | ----------------- | ----- | ------------------ |
|    | Italia (bandiera) | D     | Paolo Petraz       |
|    | Italia (bandiera) | C     | Giuseppe Picella   |
|    | Italia (bandiera) | D     | Giancarlo Raffaeli |
|    | Italia (bandiera) | C     | Walter Sabatini    |
|    | Italia (bandiera) | A     | Mario Scarpa       |
|    | Italia (bandiera) | C     | Claudio Tinaglia   |
|    | Italia (bandiera) | A     | Giovanni Urban     |
|    | Italia (bandiera) | D     | Elio Vanara        |
|    | Italia (bandiera) | A     | Michele Vitulano   |
|    | Italia (bandiera) | D     | Francesco Zana     |

## Risultati

### Serie B

#### Girone di andata
| 30 settembre 1973 1ª giornata | Perugia | 0 – 0 | Catania |  |

| 7 ottobre 1973 2ª giornata | Ascoli | 1 – 0 | Perugia |  |

| 14 ottobre 1973 3ª giornata | Perugia | 2 – 0 | Brindisi |  |

| 21 ottobre 1973 4ª giornata | Varese | 1 – 0 | Perugia |  |

| 28 ottobre 1973 5ª giornata | Perugia | 1 – 1 | Brescia |  |

| 4 novembre 1973 6ª giornata | Arezzo | 4 – 1 | Perugia |  |

| 11 novembre 1973 7ª giornata | Perugia | 1 – 0 | Catanzaro |  |

| 18 novembre 1973 8ª giornata | Bari | 1 – 0 | Perugia |  |

| 25 novembre 1973 9ª giornata | Perugia | 0 – 0 | Ternana |  |

| 2 dicembre 1973 10ª giornata | Taranto | 1 – 1 | Perugia |  |

| 9 dicembre 1973 11ª giornata | Perugia | 0 – 0 | Atalanta |  |

| 16 dicembre 1973 12ª giornata | Perugia | 1 – 1 | Reggiana |  |

| 23 dicembre 1973 13ª giornata | Novara | 2 – 1 | Perugia |  |

| 30 dicembre 1973 14ª giornata | Perugia | 1 – 0 | Avellino |  |

| 6 gennaio 1974 15ª giornata | SPAL | 1 – 0 | Perugia |  |

| 13 gennaio 1974 16ª giornata | Palermo | 1 – 0 | Perugia |  |

| 20 gennaio 1974 17ª giornata | Perugia | 1 – 2 | Como |  |

| 27 gennaio 1974 18ª giornata | Reggina | 0 – 0 | Perugia |  |

| 3 febbraio 1974 19ª giornata | Perugia | 1 – 1 | Parma |  |

#### Girone di ritorno
| 10 febbraio 1974 20ª giornata | Catania | 0 – 1 | Perugia |  |

| 17 febbraio 1974 21ª giornata | Perugia | 1 – 3 | Ascoli |  |

| 24 febbraio 1974 22ª giornata | Brindisi | 0 – 0 | Perugia |  |

| 3 marzo 1974 23ª giornata | Perugia | 0 – 1 | Varese |  |

| 10 marzo 1974 24ª giornata | Brescia | 0 – 0 | Perugia |  |

| 17 marzo 1974 25ª giornata | Perugia | 2 – 0 | Arezzo |  |

| 24 marzo 1974 26ª giornata | Catanzaro | 0 – 0 | Perugia |  |

| 31 marzo 1974 27ª giornata | Perugia | 2 – 0 | Bari |  |

| 7 aprile 1974 28ª giornata | Ternana | 2 – 0 | Perugia |  |

| 14 aprile 1974 29ª giornata | Perugia | 0 – 0 | Taranto |  |

| 21 aprile 1974 30ª giornata | Atalanta | 1 – 0 | Perugia |  |

| 28 aprile 1974 31ª giornata | Reggiana | 1 – 1 | Perugia |  |

| 5 maggio 1974 32ª giornata | Perugia | 3 – 1 | Novara |  |

| 12 maggio 1974 33ª giornata | Avellino | 0 – 0 | Perugia |  |

| 19 maggio 1974 34ª giornata | Perugia | 3 – 0 | SPAL |  |

| 26 maggio 1974 35ª giornata | Perugia | 2 – 1 | Palermo |  |

| 2 giugno 1974 36ª giornata | Como | 3 – 2 | Perugia |  |

| 9 giugno 1974 37ª giornata | Perugia | 0 – 1 | Reggina |  |

| 16 giugno 1974 38ª giornata | Parma | 0 – 2 | Perugia |  |

### Coppa Italia

#### Fase a gironi
| 1ª giornata | Perugia | 1 – 1 | Bari |  |

| 3ª giornata | Perugia | 1 – 3 | Verona |  |

| 4ª giornata | Palermo | 1 – 0 | Perugia |  |

| 5ª giornata | Fiorentina | 4 – 0 | Perugia |  |

## Statistiche

### Statistiche di squadra
| Competizione | Punti | In casa | In casa | In casa | In casa | In casa | In casa | In trasferta | In trasferta | In trasferta | In trasferta | In trasferta | In trasferta | Totale | Totale | Totale | Totale | Totale | Totale | DR |
| Competizione | Punti | G       | V       | N       | P       | Gf      | Gs      | G            | V            | N            | P            | Gf           | Gs           | G      | V      | N      | P      | Gf     | Gs     | DR |
| ------------ | ----- | ------- | ------- | ------- | ------- | ------- | ------- | ------------ | ------------ | ------------ | ------------ | ------------ | ------------ | ------ | ------ | ------ | ------ | ------ | ------ | -- |
| Serie B      | 34    | 19      | 8       | 7       | 4       | 21      | 12      | 19           | 2            | 7            | 10           | 9            | 19           | 38     | 10     | 14     | 14     | 30     | 31     | -1 |
| Coppa Italia | 1     | 2       | 0       | 1       | 1       | 2       | 4       | 2            | 0            | 0            | 2            | 0            | 5            | 4      | 0      | 1      | 3      | 2      | 9      | -7 |
| Totale       |       | 21      | 8       | 8       | 5       | 23      | 16      | 21           | 2            | 7            | 12           | 9            | 24           | 42     | 10     | 15     | 17     | 32     | 40     | -8 |

### Statistiche dei giocatori
| Giocatore    | Serie B  | Serie B | Serie B     | Serie B    | Coppa Italia | Coppa Italia | Coppa Italia | Coppa Italia | Totale   | Totale | Totale      | Totale     |
| Giocatore    | Presenze | Reti    | Ammonizioni | Espulsioni | Presenze     | Reti         | Ammonizioni  | Espulsioni   | Presenze | Reti   | Ammonizioni | Espulsioni |
| ------------ | -------- | ------- | ----------- | ---------- | ------------ | ------------ | ------------ | ------------ | -------- | ------ | ----------- | ---------- |
| B. Baiardo   | 30       | 0       | ?           | ?          | ?            | ?            | ?            | ?            | 30+      | 0+     | ?           | ?          |
| A. Benini    | 15       | 0       | ?           | ?          | ?            | ?            | ?            | ?            | 15+      | 0+     | ?           | ?          |
| A. Corti     | 2        | -1      | ?           | ?          | ?            | ?            | ?            | ?            | 2+       | -1+    | ?           | ?          |
| L. Grosso    | 23       | -18     | ?           | ?          | ?            | ?            | ?            | ?            | 23+      | -18+   | ?           | ?          |
| R. Innocenti | 36       | 6       | ?           | ?          | ?            | ?            | ?            | ?            | 36+      | 6+     | ?           | ?          |
| A. Lombardi  | 37       | 4       | ?           | ?          | ?            | ?            | ?            | ?            | 37+      | 4+     | ?           | ?          |
| M. Lupini    | 1        | 0       | ?           | ?          | ?            | ?            | ?            | ?            | 1+       | 0+     | ?           | ?          |
| L. Maianti   | 13       | 0       | ?           | ?          | ?            | ?            | ?            | ?            | 13+      | 0+     | ?           | ?          |
| M. Mattolini | 14       | -12     | ?           | ?          | ?            | ?            | ?            | ?            | 14+      | -12+   | ?           | ?          |
| D. Parola    | 19       | 1       | ?           | ?          | ?            | ?            | ?            | ?            | 19+      | 1+     | ?           | ?          |
| P. Petraz    | 20       | 0       | ?           | ?          | ?            | ?            | ?            | ?            | 20+      | 0+     | ?           | ?          |
| G. Picella   | 32       | 0       | ?           | ?          | ?            | ?            | ?            | ?            | 32+      | 0+     | ?           | ?          |
| G. Raffaeli  | 29       | 0       | ?           | ?          | ?            | ?            | ?            | ?            | 29+      | 0+     | ?           | ?          |
| W. Sabatini  | 18       | 1       | ?           | ?          | ?            | ?            | ?            | ?            | 18+      | 1+     | ?           | ?          |
| M. Scarpa    | 34       | 8       | ?           | ?          | ?            | ?            | ?            | ?            | 34+      | 8+     | ?           | ?          |
| C. Tinaglia  | 17       | 0       | ?           | ?          | ?            | ?            | ?            | ?            | 17+      | 0+     | ?           | ?          |
| G. Urban     | 30       | 4       | ?           | ?          | ?            | ?            | ?            | ?            | 30+      | 4+     | ?           | ?          |
| E. Vanara    | 33       | 0       | ?           | ?          | ?            | ?            | ?            | ?            | 33+      | 0+     | ?           | ?          |
| M. Vitulano  | 12       | 4       | ?           | ?          | ?            | ?            | ?            | ?            | 12+      | 4+     | ?           | ?          |
| F. Zana      | 37       | 0       | ?           | ?          | ?            | ?            | ?            | ?            | 37+      | 0+     | ?           | ?          |